# Pantitlán (estación)
Pantitlán es una de las estaciones que forman parte del Metro de la Ciudad de México, es una terminal de correspondencia perteneciente a la Línea 1, la Línea 5, la Línea 9 y la Línea A, siendo a la vez la estación terminal oriente de las tres primeras y la terminal poniente de la última línea. Se ubica al oriente de la Ciudad de México, en el límite de las alcaldías Venustiano Carranza e Iztacalco.

## Información general
Pantitlán es un vocablo náhuatl que significa entre banderas. En tiempos de los aztecas, ese lugar era parte del lago de Texcoco. Había una alcantarilla en donde los remolinos llegaban con tal fuerza que se llevaban las canoas, por eso cercaron el lugar poniendo dos postes, y como aviso a los navegantes, las banderas. El icono de la estación representa dos banderas en referencia a los avisos de navegación que los aztecas pusieron en el lago de Texcoco.
Pantitlán es la única estación de toda la red del metro en donde se encuentran 4 líneas de manera simultánea, por esta situación, la estación es mundialmente conocida por el nivel de saturación que enfrenta, debido a su situación de conexión entre cuatro líneas, de las cuales tres (1, 9 y A) se hallan entre las más utilizadas en la red, especialmente la terminal de la línea A, la cual puede llegar a tener serias aglomeraciones de usuarios porque conecta el oriente de la capital mexicana con zonas altamente pobladas del Estado de México, que la utilizan para llegar al centro de la Ciudad.

## Historia
Originalmente, la Línea 8 (que va desde el Centro de la Ciudad de México en Garibaldi-Lagunilla, hasta la estación Constitución de 1917 en Iztapalapa) estaba planeada para ir desde Pantitlán hasta la estación Indios Verdes, en Gustavo A. Madero, al norte de la Ciudad de México. 
El proyecto fue cancelado por inconvenientes con el INAH, debido a posibles problemas estructurales que habría causado cerca de la zona del Zócalo, ya que el proyecto original tenía planeado hacer correspondencia con la Línea 2 en la estación Zócalo.
Al ser la correspondencia de cuatro líneas, Pantitlán es la estación más grande, así como la que reúne más pasajeros y más líneas en todo el S.T.C. Además de ser la única estación que se encuentra en 2 alcaldías de la Ciudad de México, la única que tiene los 3 tipos de construcción posibles para una sola estación de metro, y el transbordo entre la Línea 1 y Línea A se encuentra en tercer puesto de los transbordos más extenso del Metro de la Ciudad de México con una extensión aproximada de 610 m. Siendo superado por las estaciones La Raza (650 m aprox) y Atlalilco (880 m aprox).

## Cierres
Como parte de los trabajos de la remodelación iniciados en el primer semestre de 2022 para la Línea 1 del Metro, se renovará en su totalidad la línea en 2 fases, siendo la primera de julio de 2022 hasta marzo de 2023 desde Salto del Agua hasta Pantitlán. La estación de la Línea 1 fue clausurada el 11 de julio de 2022 y su reapertura estaba prevista para febrero de 2023. Durante la remodelación se habilitó una serie de servicios de transporte temporales, incluyendo rutas de Metrobús y de autobuses de RTP.
La estación fue reabierta el 29 de octubre de 2023, siete meses después de la fecha prevista. La reapertura incluyó que el acceso a la estación a través de la línea 1 solo se pudiera realizar mediante la tarjeta de movilidad integrada, retirando la posibilidad de acceder mediante boleto.
Nuevamente desde el 17 de diciembre de 2023 esta estación sufrió de un nuevo cierre, esta vez, del lado de la Línea 9. Debido a los trabajos de rehabilitación, reconstrucción y reforzamiento del tramo elevado de la línea; que comprende desde la estación Ciudad Deportiva hasta la terminal Pantitlán, esto luego de recibir diversas denuncias en redes sociales y distintos medios sobre las malas condiciones en la que se encontraba la parte elevada, de los cuales destacan el constante hundimiento y desnivelación que a lo largo del tiempo ha padecido este segmento de la línea y como una forma de evitar un accidente similar al ocurrido en la Línea 12 en la interestación Tezonco-Olivos que dejara una cifra de 27 fallecidos.
El 10 de septiembre de 2024, fue abierta la estación Pantitlán de la Línea 9 después de terminar los trabajos de rehabilitación.
Durante los trabajos de rehabilitación, estuvieron habilitadas varias rutas de autobuses de RTP y Metrobús para suplir la demanda de transporte.
Previamente del 27 de marzo al 7 de abril de 2021, la estación de la Línea 9 permaneció cerrada para un primer reforzamiento, donde se realizó el desmantelamiento del sistema de rodamiento de los trenes (vías, barras guías electrificadas y balasto), para posteriormente colocar un relleno ligero de concreto y nivelar las vías y corregir el perfil del cajón elevado para eliminar la presencia de vados.

## Patrimonio
La estación Pantitlán, en la Línea 5, cuenta con el mural "Alegoría a la Ciudad de México y el Sistema de Transporte Colectivo" del pintor José Luis Elías Jáuregui. La técnica es acrílico sobre tela. La imagen hace alusión al 4 de septiembre de 1969, día en que se fundó el Sistema de Transporte Colectivo. Cuenta con una superficie de 9 metros cuadrados y, según el mismo Jáuregui, "es un homenaje a los trabajadores de este organismo".

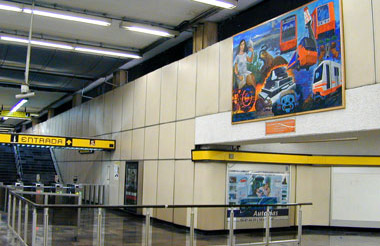
Mural Alegoría a la Ciudad de México y el Sistema de Transporte Colectivo de José Luis Elías Jáuregui.

## Afluencia

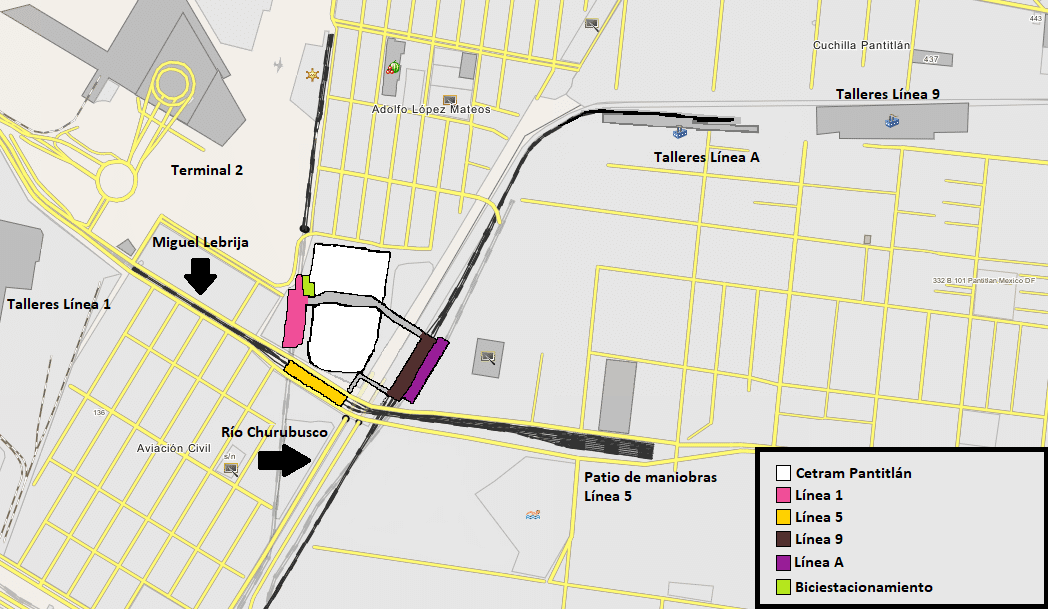
Croquis de las estaciones de Pantitlán.

En 2014, Pantitlán se convirtió en la tercera estación con mayor afluencia en la red, al registrar 414,784 pasajeros en promedio en día laborable, contabilizados en la Línea A; 410,138 usuarios en la Línea 9 y 398,409 personas en la Línea 5.
En 2021, Pantitlán es la estación más utilizada de la red en su correspondencia con Línea A al registrar durante el año una afluencia diaria de 91,419 pasajeros que utilizaron la estación, superando a Indios Verdes de la Línea 3. Es también la 3° (Línea 9), la 4° (Línea 5) y la 10° (Línea 1) estación más utilizada de la red, al registrar una afluencia promedio de 61,282 (Línea 9), 58,464 (Línea 5) y 33,127 (Línea 1) de pasajeros que utilizaron esta estación a diario.
En su correspondencia con la línea A, el número total de usuarios para 2014 fue de 9,067,995 usuarios, el número de usuarios promedio para el mismo año fue el siguiente:
| Tipo de día   | Afluencia promedio "Línea A" | Afluencia promedio "Línea 1" |
| ------------- | ---------------------------- | ---------------------------- |
| Día festivo   | 7,388                        | 19,225                       |
| Día laboral   | 31,348                       | 31,872                       |
| Fin de semana | 10,595                       | 25,272                       |
| Anual         | 24,844                       | 10,819,328                   |

Las siguientes tablas muestran la afluencia de la estación (por línea) en los últimos 10 años:
| Afluencia Anual de Pasajeros (Línea 1) | Afluencia Anual de Pasajeros (Línea 1) | Afluencia Anual de Pasajeros (Línea 1) | Afluencia Anual de Pasajeros (Línea 1) | Afluencia Anual de Pasajeros (Línea 1) | Afluencia Anual de Pasajeros (Línea 1) |
| -------------------------------------- | -------------------------------------- | -------------------------------------- | -------------------------------------- | -------------------------------------- | -------------------------------------- |
| Año                                    | Afluencia                              | A Diario                               | Ranking                                | Incremento                             | Ref.                                   |
| 2024                                   | -                                      | -                                      | -                                      | -                                      |                                        |
| 2023                                   | 1,426,971                              | 3,909                                  | 172°/187                               | -80.54%                                | [ 15 ]                                 |
| 2022                                   | 7,332,877                              | 20,090                                 | 42°/175                                | -39.36%                                | [ 15 ]                                 |
| 2021                                   | 12,091,630                             | 33,127                                 | 10°/195                                | -11.44%                                | [ 16 ]                                 |
| 2020                                   | 13,653,217                             | 37,303                                 | 8°/195                                 | -23.56%                                | [ 17 ]                                 |
| 2019                                   | 17,860,457                             | 48,932                                 | 17°/195                                | +11.72%                                | [ 18 ]                                 |
| 2018                                   | 15,986,200                             | 43,797                                 | 20°/195                                | +3.40%                                 | [ 19 ]                                 |
| 2017                                   | 15,461,001                             | 42,358                                 | 19°/195                                | -10.01%                                | [ 20 ]                                 |
| 2016                                   | 17,181,357                             | 46,943                                 | 18°/195                                | -0.80%                                 | [ 21 ]                                 |
| 2015                                   | 17,320,324                             | 47,452                                 | 18°/195                                | +0.97%                                 | [ 22 ]                                 |

| Afluencia Anual de Pasajeros (Línea 5) | Afluencia Anual de Pasajeros (Línea 5) | Afluencia Anual de Pasajeros (Línea 5) | Afluencia Anual de Pasajeros (Línea 5) | Afluencia Anual de Pasajeros (Línea 5) | Afluencia Anual de Pasajeros (Línea 5) |
| -------------------------------------- | -------------------------------------- | -------------------------------------- | -------------------------------------- | -------------------------------------- | -------------------------------------- |
| Año                                    | Afluencia                              | A Diario                               | Ranking                                | Incremento                             | Ref.                                   |
| 2024                                   | -                                      | -                                      | -                                      | -                                      |                                        |
| 2023                                   | 17,435,968                             | 47,769                                 | 9°/187                                 | -20.02%                                | [ 15 ]                                 |
| 2022                                   | 21,799,271                             | 59,724                                 | 5°/175                                 | +2.15%                                 | [ 15 ]                                 |
| 2021                                   | 21,339,443                             | 58,464                                 | 4°/195                                 | +11.72%                                | [ 16 ]                                 |
| 2020                                   | 20,569,875                             | 56,201                                 | 5°/195                                 | -43.79%                                | [ 17 ]                                 |
| 2019                                   | 36,594,748                             | 100,259                                | 4°/195                                 | -1.92%                                 | [ 18 ]                                 |
| 2018                                   | 37,311,183                             | 102,222                                | 4°/195                                 | +5.69%                                 | [ 19 ]                                 |
| 2017                                   | 35,302,744                             | 96,719                                 | 4°/195                                 | -1.57%                                 | [ 20 ]                                 |
| 2016                                   | 35,866,955                             | 97,997                                 | 4°/195                                 | +2.60%                                 | [ 21 ]                                 |
| 2015                                   | 34,958,155                             | 95,775                                 | 6°/195                                 | +1.74%                                 | [ 22 ]                                 |

| Afluencia Anual de Pasajeros (Línea 9) | Afluencia Anual de Pasajeros (Línea 9) | Afluencia Anual de Pasajeros (Línea 9) | Afluencia Anual de Pasajeros (Línea 9) | Afluencia Anual de Pasajeros (Línea 9) | Afluencia Anual de Pasajeros (Línea 9) |
| -------------------------------------- | -------------------------------------- | -------------------------------------- | -------------------------------------- | -------------------------------------- | -------------------------------------- |
| Año                                    | Afluencia                              | A Diario                               | Ranking                                | Incremento                             | Ref.                                   |
| 2024                                   | -                                      | -                                      | -                                      | -                                      |                                        |
| 2023                                   | 17,612,238                             | 48,252                                 | 8°/187                                 | -22.20%                                | [ 15 ]                                 |
| 2022                                   | 22,638,988                             | 62,024                                 | 4°/175                                 | +1.21%                                 | [ 15 ]                                 |
| 2021                                   | 22,367,944                             | 61,282                                 | 3°/195                                 | +3.97%                                 | [ 16 ]                                 |
| 2020                                   | 21,514,054                             | 58,781                                 | 4°/195                                 | -34.49%                                | [ 17 ]                                 |
| 2019                                   | 32,839,328                             | 89,970                                 | 5°/195                                 | +3.34%                                 | [ 18 ]                                 |
| 2018                                   | 31,778,736                             | 87,065                                 | 6°/195                                 | +2.96%                                 | [ 19 ]                                 |
| 2017                                   | 30,864,327                             | 84,559                                 | 5°/195                                 | -34.49%                                | [ 20 ]                                 |
| 2016                                   | 33,279,237                             | 90,926                                 | 5°/195                                 | -4.97%                                 | [ 21 ]                                 |
| 2015                                   | 35,019,450                             | 95,943                                 | 5°/195                                 | -0.97%                                 | [ 22 ]                                 |

| Afluencia Anual de Pasajeros (Línea A) | Afluencia Anual de Pasajeros (Línea A) | Afluencia Anual de Pasajeros (Línea A) | Afluencia Anual de Pasajeros (Línea A) | Afluencia Anual de Pasajeros (Línea A) | Afluencia Anual de Pasajeros (Línea A) |
| -------------------------------------- | -------------------------------------- | -------------------------------------- | -------------------------------------- | -------------------------------------- | -------------------------------------- |
| Año                                    | Afluencia                              | A Diario                               | Ranking                                | Incremento                             | Ref.                                   |
| 2024                                   | -                                      | -                                      | -                                      | -                                      |                                        |
| 2023                                   | 12,048,117                             | 33,008                                 | 16°/187                                | -55.58%                                | [ 15 ]                                 |
| 2022                                   | 27,125,243                             | 74,315                                 | 3°/175                                 | -18.71%                                | [ 15 ]                                 |
| 2021                                   | 33,368,107                             | 91,419                                 | 1°/195                                 | +5.52%                                 | [ 16 ]                                 |
| 2020                                   | 31,623,280                             | 86,402                                 | 1°/195                                 | -30.58%                                | [ 17 ]                                 |
| 2019                                   | 45,550,938                             | 124,797                                | 1°/195                                 | +11.51%                                | [ 18 ]                                 |
| 2018                                   | 40,850,325                             | 111,918                                | 1°/195                                 | -0.04%                                 | [ 19 ]                                 |
| 2017                                   | 40,865,184                             | 111,959                                | 1°/195                                 | -3.69%                                 | [ 20 ]                                 |
| 2016                                   | 42,431,334                             | 115,932                                | 2°/195                                 | +0.74%                                 | [ 21 ]                                 |
| 2015                                   | 42,117,957                             | 115,391                                | 2°/195                                 | +18.18%                                | [ 22 ]                                 |

## Conectividad

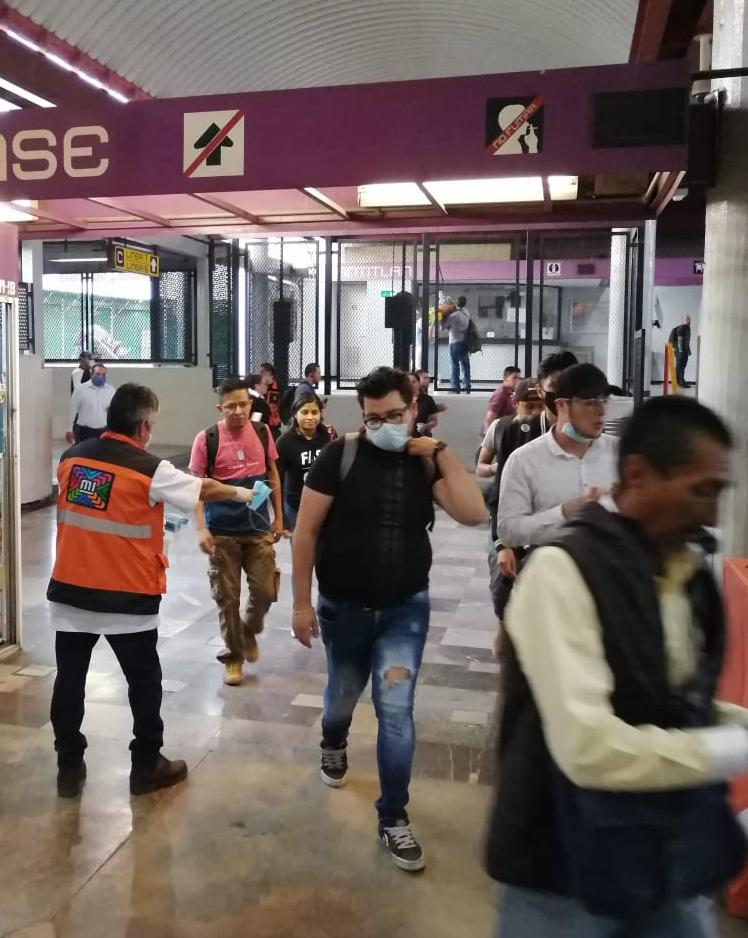
Usuarios accediendo a la estación en la Línea A durante la pandemia de COVID-19.

### Salidas
- Por línea 1: Calle Alberto Braniff y Eje 1 Norte Avenida Miguel Lebrija, Colonia Aviación Civil.
- Por línea 5: Eje 1 Norte Avenida Miguel Lebrija y Avenida Adolfo López Mateos, Colonia Aviación Civil.
- Por línea 5: Eje 1 Norte Avenida Miguel Lebrija y Calle Alberto Braniff, Colonia Aviación Civil.
- Por línea 9: Eje 4 Oriente Avenida Río Churubusco, Colonia Ampliación Adolfo López Mateos.
- Por línea 9: Eje 1 Norte Avenida Miguel Lebrija y 2.ª Cerrada de Río Churubusco, Colonia Agrícola Pantitlán.
- Por línea A: Eje 4 Oriente Avenida Río Churubusco esquina Eje 1 Norte Avenida Talleres Gráficos, Colonia Ampliación Adolfo López Mateos.
- Por línea A: Eje 4 Oriente Avenida Río Churubusco y Calle Guadalupe Victoria, Colonia Agrícola Pantitlán.
- Por línea A: Eje 4 Oriente Avenida Río Churubusco, Colonia Agrícola Pantitlán.

### Conexiones
Existen conexiones con las estaciones y paradas de diversos sistemas de transporte:
Centro y Estaciones de Transferencia Multimodal (CETRAM)
- CETRAM Pantitlán.

Metrobús de la Ciudad de México:
- Línea 4 (Ruta Norte) del Metrobús de la Ciudad de México (Buenavista / Pantitlán-Alameda Oriente):
  - Pantitlán.

Mexibús del Estado de México
- Línea 3 del Mexibús (Pantitlán / Central de Abastos de Chicoloapan):
- Pantitlán

Servicio de Transportes Eléctricos de la Ciudad de México
- Línea 2 del Trolebús de la Ciudad de México (Chapultepec / Pantitlán):
  - Pantitlán.

Red de Transporte de Pasajeros de la Ciudad de México
- Módulo 5 Alcaldía Gustavo A. Madero I:
  - Ruta 168 (Pantitlán-El Arenal).

Corredores Concesionados
- Corredor 11: Pantitlán / Cuatro Caminos (COPATTSA) (Cuatro Caminos / Pantitlán).
- Corredor 19: Tacuba-Chapultepec / Pantitlán (COAVEO) (Tacuba-Chapultepec / Pantitlán).

## Sitios de interés
- Terminal 2 del Aeropuerto Internacional de la Ciudad de México
- Colegio de Bachilleres Plantel 10 "Aeropuerto"